# 大内田茂士
大内田 茂士（おおうちだ しげし、1913年9月24日 - 1994年2月1日）は、日本の洋画家。日本芸術院会員。

## 経歴
福岡県朝倉郡大福村（朝倉町を経て、現 朝倉市）出身。1931年、福岡県立朝倉中学校（現 福岡県立朝倉高等学校）卒業。浜哲雄に画家となることを勧められ、高島野十郎らの指導を受ける。23歳で朝倉郡宝珠山小学校代用教員となり、翌年上京して東京新宿絵画研究所で学ぶ。1942年「静物」で国展入選、1943年「隈」が文展入選。1944年応召され、台湾で終戦を迎える。
戦後、父の教え子だった森部隆の後援を受け、1949年に後援会が結成された。示現会の創立に参加し、日展の審査員・評議員も務めた。1951年「室内」が日展特選、1984年「秋の卓上」が日展内閣総理大臣賞、1988年日本芸術院賞・恩賜賞受賞。1989年、日展理事に就任、勲四等旭日小綬章受章。1990年日本芸術院会員。
美術大学や絵画専門学校で専門的な教育をほとんど受けず、独学で油絵の技法を身につけた。「日展の異端児」とも称された。

## 図録
- 『大内田茂士回顧展』甘木歴史資料館 1995
- 『大内田茂士展 生誕90年記念』福岡県立美術館 2004